# Undine Brixner
Undine Brixner (* 1. Juni 1958 in Burghausen) ist eine deutsche Bühnen- und Fernseh-Schauspielerin.

## Leben und Karriere
Undine Brixner spielte in zahlreichen Fernsehserien und Kinofilmen mit und war an vielen deutschen und österreichischen Theatern engagiert.
Sie ist mit dem Schauspieler Nikolaus Paryla verheiratet.

## Filmografie (Auswahl)
- 1987: SOKO 5113
- 1988: '38 – Auch das war Wien
- 1990: Der schönste Busen der Welt
- 1994: Im Namen des Gesetzes
- 1996: Jede Menge Leben
- 1997: Unter uns
- 1999: Unser Charly
- 2008: Sturm der Liebe (TV-Serie, 8 Folgen)
- 2012: Die Reichsgründung
- 2012: Die nervöse Großmacht
- 2019: Zimmer mit Stall – Berge versetzen
- 2019: Clairvoyant (Kurzspielfilm)
- 2021: Dahoam is Dahoam (TV-Serie)
- 2021: Aktenzeichen XY-Spezial – Vorsicht, Betrug!
- 2021: Friedmanns Vier (TV-Serie)